# Romeo (nome)
Romeo  è un nome proprio di persona italiano maschile.

## Varianti
- Femminili: Romea[2][4]

### Varianti in altre lingue
- Catalano: Romeu[6]
  - Femminili: Romia[6]
- Francese: Roméo[3]
- Greco antico: Ρωμαῖος (Romaios)[3][2][4]
- Latino: Romaeus[1][2][4][3], Romeus[1]
- Portoghese: Romeu[3]
- Spagnolo: Romeo[6]
  - Femminili: Romea[6]

## Origine e diffusione

Romeo e Giulietta dipinti da Frank Dicksee

In ultima origine, il nome "Romeo" deriva dal greco Ῥωμαίος (Rhomaios), dal significato letterale di "romano", "originario di Roma"; questo termine passò in tardo latino come Romaeus, che venne adottato anche come nome personale e andò ad affiancare l'aggettivo Romanus (da cui il nome Romano), dapprima per indicare gli abitanti di Roma propriamente detti, e più avanti qualsiasi persona cittadina dell'Impero Romano (inclusi gli stessi greci, la cui lingua, in epoca bizantina, era infatti anche detta greco romaico).
Una seconda diffusione come nome è legata alla cultura cattolica del Medioevo, in cui il termine "romeo" era usato per indicare che si recava (o si era recato) in pellegrinaggio a Roma (ma anche in Terrasanta); nello stesso periodo era anche in uso il nome "Borromeo" (da "buon romeo", letteralmente "buon pellegrino (in terra romana)"). Dal punto di vista semantico questo nome è quindi analogo a Palmiro e Pellegrino, anch'essi riferiti ai pellegrini cristiani.
La vera popolarità del nome, esplosa in particolare dall'Ottocento, è in ogni caso dovuta al personaggio di Romeo Montecchi, protagonista della celeberrima tragedia shakespeariana Romeo e Giulietta (1597) e dei suoi numerosissimi adattamenti televisivi e cinematografici. Negli anni 1970 in Italia si contavano del nome circa trentamila occorrenze, più altre millecinquecento circa della forma femminile; era più frequente al Nord, e via via più raro scendendo lungo la penisola

## Onomastico
L'onomastico viene si può festeggiare in memoria di san (o beato) Romeo, religioso carmelitano di Lucca, pellegrino a Roma e in Terrasanta, compagno di viaggio di sant'Avertano di Lucca, commemorato il 25 febbraio nella diocesi di Lucca o il 4 marzo per l'ordine carmelitano, oppure in ricordo di san (o beato) Romeo, priore domenicano di Llívia, la cui memoria cade il 21 novembre.

## Persone

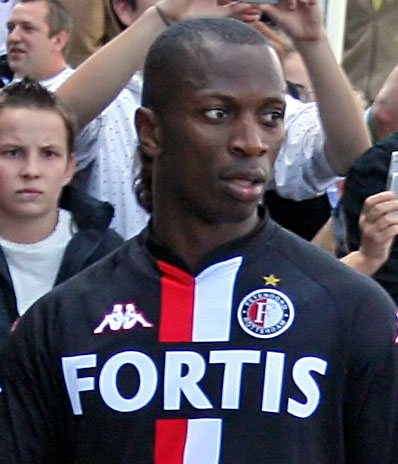
Romeo Castelen

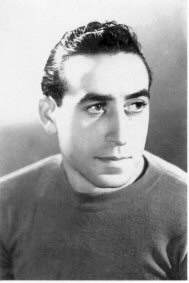
Romeo Menti

- Romeo di Villanova, ministro di Berengario IV, citato da Dante Alighieri della Divina Commedia
- Romeo Anconetani, dirigente sportivo, giornalista e imprenditore italiano
- Romeo Battistig, patriota italiano
- Romeo Benetti, calciatore e allenatore di calcio italiano
- Romeo Bernotti, ammiraglio e politico italiano
- Romeo Bertini, atleta italiano
- Romeo Castelen, calciatore olandese
- Romeo Frezzi, attivista politico italiano
- Romeo Gallenga Stuart, politico e dirigente sportivo italiano
- Romeo Gigli, stilista italiano
- Romeo Menti, calciatore italiano
- Romeo Mitrović, calciatore bosniaco
- Romeo Neri, ginnasta italiano
- Romeo Ottaviani, detto "er Tinèa", famoso bullo romano, "er più de Trastevere"
- Romeo Panciroli, arcivescovo cattolico italiano
- Romeo Papini, calciatore italiano
- Romeo Ricciuti, politico italiano
- Romeo Rodriguez Pereira, militare italiano
- Romeo Romanutti, cestista italiano
- Romeo Sacchetti, cestista e allenatore di pallacanestro italiano
- Romeo Surdu, calciatore rumeno
- Romeo Toffanetti, fumettista italiano

## Il nome nelle arti
- Romeo è uno dei protagonisti del film d'animazione Disney del 1970 Gli Aristogatti.
- Romeo Casamonica è un personaggio del film del 1985 Tutta colpa del Paradiso.
- Romeo Montecchi è il protagonista maschile della tragedia di William Shakespeare Romeo e Giulietta.
- Romeo è uno degli antagonisti di PJ Masks - Superpigiamini.
- Romeo detto " Lucignolo " è un personaggio del romanzo Le avventure di Pinocchio. Storia di un burattino di Carlo Collodi.

## Curiosità
- Lo USS Harder, un sommergibile statunitense, fu ribattezzato Romeo Romei dalla Marina Militare una volta che lo ebbe dalla United States Navy, nel 1974.